# Merle Haggard
Merle Ronald Haggard (født 6. april 1937, død 6. april 2016) var en amerikansk sanger og sangskriver. Sammen med Buck Owens og Haggards band the Strangers var han med til at grundlægge den særlige Bakersfield-lyd, karakteriseret af Fender Telecaster guitar og vokalharmonier med en hårdere kant end den polerede Nashville-country. I 1970'erne var han en fremtrædende repræsentant for den voksende Outlaw Country sammen med blandt andre Willie Nelson og Kris Kristofferson. 
Haggard blev født i beskedne kår i Bakersfield, Californien, hvortil hans forældre flyttede fra Oklahoma under depressionen. Haggard mistede sin far i en alder af ni år og han kastede sig herefter ud i småkriminalitet. Han røg hurtigt i ungdomsfængsel og levede herefter en omtumlet tilværelse med forefaldende arbejde – lovligt og ulovligt – og diverse fængselsophold. 
Efter sin fjerde løsladelse overværede Haggard en koncert med Lefty Frizzell sammen med sin ven, Bob Teague. Efter at have hørt Haggard synge et par sange tillod Frizzell Haggard at optræde ved sine koncerter, og inden længe levede Haggard som fuldtidsmusiker. Trods et vist lokalt omdømme kom han hurtigt i pengenød, han blev anholdt for røveri og sendt i San Quentin-fængslet i tre år. 
I San Quentin overværede Haggard tre af Johnny Cashs legendariske fængselskoncerter. Dette inspirerede ham til at få styr på sit liv og for alvor forfølge en karriere inden for musikken. Efter sin løsladelse begyndte han at indspille hos Tally Records. Hans første sang "Skid Row" udkom i 1962 og i 1964 fik han sit første nationale hit med en genindspilning af Wynn Stewarts "Sing a Sad Song". 
Merle Haggards havde flere mindre hits i slutningen af 1960'erne blandt andet "Mama Tried", der omhandler hans kriminelle fortid, og "Okie From Muskogee", hvor Haggard oppositionerede sig mod Hippiebevægelsen og deres protester mod Vietnamkrigen. På trods af umiddelbare forskelle i deres politiske observans har kunstnere som Grateful Dead og Joan Baez siden optrådt med deres versioner af "Mama Tried". 
Haggards storhedsperiode var de tidlige og midt 1970'ere, hvor han toppede hitlisterne med sange som "Someday We'll Look Back", "Carolyn", "Grandma Harp", "Always Wanting You", og "The Roots of My Raising". Han fortsatte med at optræde og udgive plader over de næste mange årtier. I 1984 vandt han en Grammy for Best Male Country Vocal Performance.